# ジャド・ファビアン
ジャドソン・エドワード・ファビアン（Judson Edward Fabian, 2000年9月27日 - ）は、アメリカ合衆国フロリダ州オカラ出身のプロ野球選手（外野手）。左投右打。MLBのボルチモア・オリオールズ傘下所属。

## 経歴

### プロ入り前
高校3年目の2018年に打率.453、11本塁打の成績を記録。同年夏にリグレー・フィールドで行われたアンダーアーマー・オールアメリカ・ベースボール・ゲームにも参加した。その後、最終年である2019年のシーズン途中にフロリダ大学へ進学した。
大学1年目の2019年は56試合に出場して打率.232、7本塁打、26打点、7盗塁の成績を記録。同年夏にボーン・ブレーブスの一員としてケープコッド・ベースボール・リーグに参加し、史上最年少で同リーグのオールスターチームに選出された。
大学2年目の2020年はCOVID-19の影響でシーズンが短縮された中で、17試合に出場して打率.294、5本塁打、13打点の成績を記録した。

### プロ入りとオリオールズ傘下
2022年のMLBドラフト2巡目(全体67位)でボルチモア・オリオールズから指名され、契約を結びプロ入り。